# Kōtsū sensō
Kōtsū sensō (jap. 交通戦争 dosłownie "wojna w ruchu drogowym") – okres w historii Japonii przypadający na lata trzydzieste ery Shōwa (1955–1964). W okresie tym liczba ofiar śmiertelnych w wypadkach komunikacyjnych przekraczała liczbę ofiar w wojnie chińsko-japońskiej (17 282 osoby w ciągu 2 lat).
Liczba wypadków komunikacyjnych w Japonii osiągnęła szczyt w roku 1970 i od tego czasu zaczęła się zmniejszać. Ponowny wzrost liczby ofiar śmiertelnych miał miejsce od 1980 roku i w 1988 przekroczył granicę 10 000 ofiar, co nazywane jest drugim kōtsū sensō (jap. 第二次交通戦争 dainiji kōtsū sensō).

## Okres wzrostu gospodarczego i wypadków wśród dzieci
W 1945 roku, po przegranej wojnie na Pacyfiku, ruch mający na celu odbudowę Japonii przyczynił się do zwiększenia liczby samochodów ciężarowych na japońskich drogach. Gwałtowny wzrost gospodarczy pociągał za sobą zwiększenie produkcji samochodów ciężarowych różnego typu.
W latach 1955–1964 głównymi użytkownikami dróg były samochody ciężarowe. W okresie tym z powodu licznych wypadków popularnym stało się określenie sytuacji na drogach wyrażeniem kōtsū sensō. Głównymi ofiarami wypadków byli piesi. Głównym powodem wypadków były braki chodników i sygnalizacji świetlnej, będących wciąż w fazie budowy. Większość ofiar stanowiły dzieci. Szczególnie wysoka była liczba ofiar śmiertelnych wśród niemowląt. Okres spektakularnego wzrostu gospodarczego i rozwoju motoryzacji był zarazem walką pomiędzy kierowcami starającymi się wypełnić stawiane przed nimi zobowiązania a bezbronnymi pieszymi. W społeczeństwie nie wykształciła się forma współistnienia pojazdów i pieszych na drodze.
Według zestawień firmy Dentsu Inc. jednym z najpopularniejszych wyrażeniem w użyciu w roku 1960 było kōtsū sensō.
W 1955 roku Toyota ogłosiła produkcję Toyoty Crown mówiąc, że pojazd ten jest otwarciem nowej epoki samochodów osobowych produkcji krajowej (jap. 国産乗用車の新しい時代の幕開け kokusan jōyōsha no atarashii jidai no makuake). Następnie do sprzedaży trafiły Toyota Corona (1957), Kei car Subaru 360 produkcji firmy Fuji Heavy Industries (1958) i Nissan Bluebird (1959), które to przyczyniły się do wzrostu sprzedaży na rynku samochodów osobowych. Zapalnikiem do eksplozji ilości samochodów osobowych na japońskich drogach okazały się wyprodukowane w 1966 roku Nissan Sunny i Toyota Corolla. Rok ten nazywany jest pierwszym rokiem ery samochodów do użytku własnego (jap. マイカー元年 mai kaa gannen). Pojawienie się samochodów rodzinnych także przyspieszyło rozprzestrzenianie się pojazdów po terenie Japonii.
Wzrost liczby samochodów ciężarowych, któremu towarzyszył jednoczesny wzrost liczby samochodów osobowych był powodem nieustającego wzrostu liczby wypadków śmiertelnych na drogach aż do roku 1970.

## Przeciwdziałanie
Sytuacja na drogach uległa pogorszeniu w trakcie przygotowań do Letnich Igrzysk Olimpijskich w Tokio. Aby temu przeciwdziałać w 1959 roku rozpoczęto akcję ochrony dzieci na przejściach dla pieszych we wszystkich 23 dzielnicach stolicy. Odpowiednio przeszkoleni pracownicy, nazywani pieszczotliwie midori no obasan (jap. 緑のおばさん), mieli zapewnić bezpieczeństwo na skrzyżowaniach w pobliżu szkół podstawowych. Policjanci rozpoczęli prowadzenie zajęć w szkołach, mających na celu wpajanie młodym ludziom zasad bezpieczeństwa na drodze. Jednocześnie rozpoczęła się Ogólnokrajowa Kampania Bezpieczeństwa w Ruchu Drogowym (jap. 全国交通安全運動 Zenkoku Kōtsū Anzen Undō). Około roku 1965 zaczęto wdrażać regułę podnoszenia ręki przy przechodzeniu przez jezdnię.
W 1968 roku zaostrzeniu uległy kary za nieumyślne spowodowanie śmierci w wyniku błędu w pracy. Od tej pory prawo przewidywało karę do 3 lat pozbawienia wolności lub do 5 lat pracy przymusowej w zakładzie karnym.
W latach 70. XX wieku wprowadzono w centrach miast wolne od pojazdów strefy piesze.

## Drugi kōtsū sensō
Liczba ofiar śmiertelnych w wypadkach komunikacyjnych stopniowo malała od roku 1971. Od 1980 roku liczba ta zaczęła ponownie wzrastać, aż w roku 1988 przekroczyła 10 000 ofiar rocznie. Okres ten nazywany jest drugim kōtsū sensō. Powodem nawrotu sytuacji kryzysowej były niewystarczające środki z budżetów państwa i władz lokalnych przeznaczane na służby policyjne i zachowanie bezpieczeństwa na drogach. Podczas tego okresu większość ofiar stanowili pasażerowie pojazdów. W latach 1980-2000 w większości ofiarą nieszczęśliwych wypadków na drogach padali ludzie młodzi prowadzący pojazdy.